# Brzostków (województwo świętokrzyskie)
Brzostków – wieś w Polsce, położona w województwie świętokrzyskim, w powiecie buskim, w gminie Nowy Korczyn.
Brzostków leży nad Wisłą i graniczy bezpośrednio z Pawłowem, Błotnowolą oraz Kawęczynem. Brzostków liczy około 180 indywidualnych gospodarstw.
| SIMC    | Nazwa    | Rodzaj     |
| ------- | -------- | ---------- |
| 0255964 | Błonie   | przysiółek |
| 0255970 | Łąki     | kolonia    |
| 0255987 | Podlesie | przysiółek |
| 0255993 | Zabłocie | przysiółek |
| 0256001 | Zamoście | przysiółek |

Do 1980 r. Brzostków należał do parafii Ostrowce, a następnie po zbudowaniu kościoła w Brzostkowie razem z Błotnowolą i Pawłowem tworzą osobną parafię.
W Brzostkowie znajdują się: kościół parafialny, szkoła podstawowa, Ochotnicza Straż Pożarna, ośrodek zdrowia z apteką, cmentarz, a także 2 sklepy spożywczo-przemysłowe.
W czasach PRL funkcjonował w Brzostkowie oddział Gminnej Spółdzielni. W jej skład wchodził: sklep spożywczy, skup zwierząt hodowlanych i płodów rolnych, sklep z artykułami do produkcji rolnej, bank oraz klub.
W Brzostkowie znajdują się także 2 małe, naturalne stawy.
W latach 1954–1958 wieś należała i była siedzibą władz gromady Brzostków, po jej zniesieniu w gromadzie Błotnowola. W latach 1975–1998 miejscowość administracyjnie należała do województwa kieleckiego.